# گیلی، بلژیوم
گیلی (به لاتین: Gilly) یک شهر در بلژیک است که در شارلروآ واقع شده‌است. گیلی ۷٫۳۰ کیلومتر مربع مساحت و ۱۹٬۴۶۸ نفر جمعیت دارد.